# Scott Elbert
Timothy Scott Elbert (né le 13 août 1985 à Joplin, Missouri, États-Unis) est un lanceur gaucher des Ligues majeures de 2008 à 2014.

## Carrière
Après des études secondaires à la Seneca High School de Seneca (Missouri) où il brille en baseball et football américain, Scott Elbert est drafté le 7 juin 2004 par les Dodgers de Los Angeles au premier tour de sélection (17e choix). Il perçoit un bonus de 1,575 million de dollars à la signature de son premier contrat professionnel le 16 juin 2004. 
Il passe quatre saisons en Ligues mineures avant d'effectuer ses débuts en Ligue majeure le 29 août 2008. Il participe à dix parties au plus haut niveau en 2008 et subit une défaite.
En 2009, Elbert évolue principalement en Ligues mineures mais passe sur le monticule lors de dix-neuf parties en relève pour les Dodgers et gagne ses deux décisions. En Mineures, il est sélectionné au Match des étoiles de la Southern League (AA), mais, affecté alors en Triple-A, il ne peut disputer cette rencontre. En fin de saison 2009, Elbert découvre les séries éliminatoires des Majeures en effectuant une relève lors du match de série de Ligue du 18 octobre 2009 contre les Phillies de Philadelphie.
Elbert commence la saison 2010 comme lanceur partant des Albuquerque Isotopes en Triple-A. Il est appelé en Majeures le 28 mai, prend part à une partie le 29 mai, puis retourne en ligues mineures. 
Il passe l'année 2011 avec les Dodgers, jouant 47 parties comme lanceur de relève. Il affiche une excellente moyenne de points mérités de 2,43 en 33 manches et un tiers lancées et enregistre 34 retraits sur des prises.
On le voit dans 43 parties des Dodgers en 2012 et sa moyenne de points mérités se chiffre à 2,20 en 32 manches et deux tiers au monticule. 
Blessé, il subit une opération de type Tommy John pour reconstruire son coude gauche, ce qui lui fait rater toute la saison 2013.

## Statistiques
| Saison | Équipe     | G  | GS | CG | SHO | V | D | SV | IP   | SO | ERA   |
| ------ | ---------- | -- | -- | -- | --- | - | - | -- | ---- | -- | ----- |
| 2008   | LA Dodgers | 10 | 0  | 0  | 0   | 0 | 1 | 0  | 6.0  | 8  | 12,00 |
| 2009   | LA Dodgers | 19 | 0  | 0  | 0   | 2 | 0 | 0  | 19.2 | 21 | 5,03  |
| 2010   | LA Dodgers | 1  | 0  | 0  | 0   | 0 | 0 | 0  | 0.2  | 0  | 13,50 |
| Totaux | Totaux     | 30 | 0  | 0  | 0   | 2 | 1 | 0  | 26.1 | 29 | 6,84  |

| Saison | Équipe     | G | GS | CG | SHO | V | D | SV | IP  | SO | ERA  |
| ------ | ---------- | - | -- | -- | --- | - | - | -- | --- | -- | ---- |
| 2009   | LA Dodgers | 1 | 0  | 0  | 0   | 0 | 0 | 0  | 0.1 | 0  | 0,00 |
| Totaux | Totaux     | 1 | 0  | 0  | 0   | 0 | 0 | 0  | 0.1 | 0  | 0,00 |

Note : G = Matches joués ; GS = Matches comme lanceur partant ; CG = Matches complets ; SHO = Blanchissages ; 
V = Victoires ; D = Défaites ; SV = Sauvetages ; IP = Manches lancées ; SO = Retraits sur des prises ; ERA = Moyenne de points mérités.